# Belina (roman)
Pour les articles homonymes, voir Belina (homonymie).
Belina, poëma de tres cantas est un roman du félibre Miquéu Camelat écrit en 1899 et paru en 1962,. Cette œuvre est parfois considérée comme le pendant gascon du Mirèio de Mistral et comme le chef-d'œuvre littéraire de Camelat.

## Présentation
Belina (Béline, en français) est un roman qui se présente sous la forme d'un poème en trois chants, dans la tradition occitane des troubadours de langue d'Oc.

## Intrigue
Peu après son mariage avec Jacoulet, l'héroïne Belina (Béline) prend froid en donnant le sein à son bébé et meurt au milieu des larmes des siens.

## Éditions
Écrit courant 1899, Belina fait l'objet d'une première publication locale (Tarbes) par l'éditeur Lescamela, ce qui lui vaut immédiatement une lettre bienveillante de Frédéric Mistral et son entrée officielle au sein du Félibrige. 
Au milieu des années 1920, une version de Belina est publiée sous l'égide de la revue Oc fondée par Ismaël Girard.
Une publication posthume se fait en 1962, par l'Institut d'estudis occitans à Toulouse; suivit la même année par une édition de l'imprimeur Marrimpouey (jeune) à Pau.
L'éditeur Réclams (co-fondé par Camelat) publie sa version en 2009